# 郭邓如鸯
郭邓如鸯（英語：Beulah Ong Kwoh，1923年4月17日—2002年10月23日），本名邓如鸯，美国华裔女演员、社会活动家。

## 生平
郭邓如鸯出生于加利福尼亚州斯托克顿的一个中国移民家庭，是家中独女。她毕业于加州大学伯克利分校，获社会工作专业学士学位。后赴芝加哥大学深造，获硕士学位。其硕士论文题为“美籍华人大学生的职业地位”（The Occupational Status of American-Born Chinese Male College Graduates），在《美国社会学期刊》（American Journal of Sociology）上发表。在读硕士学位期间，她结织了丈夫、当时在哥伦比亚大学攻读教育学博士学位的郭锡恩（Edwin Kwoh）。两人于1946年在加州成婚。1940年代末，他们曾前往中国，任教于南京金陵女子文理学院。郭锡恩出任学校总务主任，郭邓如鸯则担任社会系讲师。
不久，他们夫妇回到美国，后定居洛杉矶。1955年，郭邓如鸯在电影《生死恋》中出演了一个小角色，自此开始了其演艺生涯。她一生共扮演过一百余个角色，以其在《综合医院》（1963年）、《唐人街》（1974年）、《铁狱魔难》（1999年）等影视作品中的角色而知名。她于1978年获艾美奖提名，是首位获艾美奖提名的华裔女演员。
在演艺事业之外，郭邓如鸯还是一位社会活动人士。早在1940年代，她就积极参与太浩湖中国基督教青年会议（Chinese Christian Youth Conference），并曾反对二战期间美国政府对日裔美国人的囚禁。1965年，她与吴汉章等其他八位演员一同创立了美国历史上第一家亚裔剧院——东西剧院，致力于消除好莱坞对于亚裔演员的刻板印象。1982年陈果仁谋杀案发生后她也积极发声，还参与制作了以该案件为原型的剧目《抱虎归山》（Carry The Tiger To The Mountain）并在剧中出演陈果仁的母亲陈余琼芳（Lily Chin）。
2002年10月23日，郭邓如鸯在加州拉米萨病逝，终年79岁。

## 家庭
郭邓如鸯的丈夫郭锡恩是著名教育家、“中国现代大学之父”郭秉文之侄。郭锡恩的母亲则是清心堂首任华人牧师汤执中（Tong Tsaeh Tsoong）之女。他们夫妇的长子郭志明是一位律师，也是洛杉矶亚美公义促进中心创始人与主席。